# Crystal Springs, Nevada

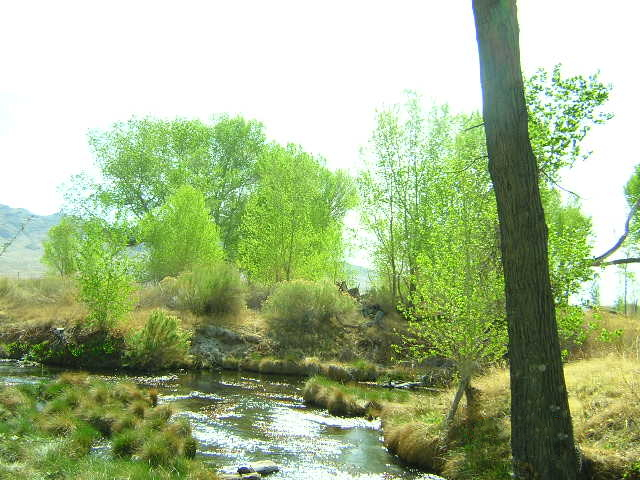
Crystal Spring

Crystal Springs là một thị trấn ma trong thung lũng Pahranagat, một khu vực của Quận Lincoln, Nevada ở Hoa Kỳ. Thị trấn ma nằm ở giao lộ của SR 318 và Đường 375 (cao tốc Ngoài trái đất), chỉ cần tây bắc của MỸ Đường 93. Nó là một điểm đến cho người qua đường muốn đi đến vào thị trấn Hiko và Rachel. Tên của thị trấn ma, Crystal Springs, nằm gần đó, nó là một vùng lớn của đầm lầy lớn và Springs dọc theo Sông Trắng. Crystal Springs cung thủy lợi cho nhiều gần nông trại và trang trại, một số nằm trong một khu vực đường kính 5 dặm từ suối.
Thị trấn ma, được đánh dấu là Dấu tích Lịch sử số 5 của tiểu bang Nevada (Suối Tinh).

## Lịch sử
Những báo cáo đầu tiên về việc sử dụng thị trấn Spring là một người Gốc Mỹ. Các lò xo được cung cấp nước cho mọi người đi du lịch đường Mòn Mormon.
Trong năm 1865, Crystal Springs là khu vực đầu tiên trong Quận Lincoln nơi khai thác bạc quặng đã phát hiện ra. Điều này dẫn tới Crystal Springs trở thành thành phố đầu tiên bị bỏ hoang ở quận Lincoln  từ 1866 để 1867, mặc dù sau đó nó được thay thế bằng Hiko.